# Serrat de Cardils
El Serrat de Cardils és una serra situada al municipi de Bellver de Cerdanya, a la comarca de la Baixa Cerdanya, amb una elevació màxima de 1.372 metres.